# Romeo Tanghal
Romeo Tanghal, né aux Philippines, est un dessinateur qui a surtout travaillé pour des éditeurs de comics américains.

## Biographie
Romeo Tanghal naît aux Philippines. Autodidacte, il commence par dessiner pour plusieurs revues avant de partir pour les États-Unis en 1976. Là, il est rapidement engagé par DC Comics qui lui propose des séries fantastiques comme House Of Mystery ou House Of Secrets. Puis on lui demande d'encrer la série New Teen Titans sur des crayonnés de George Perez. Il reste attaché au comics pendant huit ans. Après cela, il travaille sur la série Green Lantern. Il dessine aussi des histoires d'horreur dans le magazine Creepy publié par Warren Publishing.

## Récompenses
En 2013 Romeo Tanghal reçoit un prix Inkpot in 2013.